# Nohijahoi tobei dschumhurij
Nohijahoi tobei dschumhurij (tadschikisch Ноҳияҳои тобеи ҷумҳурӣ; russisch Районы республиканского подчинения, Rajony respublikanskogo podtschinenija; übersetzt „der Republik unterstellte Bezirke“) ist der Sammelbegriff für eine Gruppe von Bezirken (Rajon, tadschikisch nohija) in Tadschikistan, die direkt von der Zentralregierung verwaltet werden. Das Gebiet entspricht etwa der historischen Region Karotegin (russisch Karategin), die den zentralen Teil des Landes einnimmt.
Das Gebiet ist etwa 28.600 km² groß und hat 1.874.000 Einwohner, das entspricht einer Bevölkerungsdichte von 66 Einwohnern pro km² (Stand 2014). Die übergeordnete Verwaltung der Bezirke befindet sich in Duschanbe, welches zugleich den Hauptstadtbezirk Tadschikistans bildet und selbst nicht zu den Nohijahoi tobei dschumhurij gezählt wird.
Die Region grenzt im Norden an die Provinz Sughd, im Südwesten an die Provinz Chatlon und im Osten an die Autonome Provinz Berg-Badachschan. Nohijahoi tobei dschumhurij umfasst 13 Bezirke (Faisobod, Hissor, Lachsch, Nurobod, Rascht, Roghun, Rudakij, Sangwor, Schahrinaw, Todschikobod, Tursunsoda, Wahdat, Warsob) und die bezirksfreie Stadt Wahdat.